# Música do Reino Unido

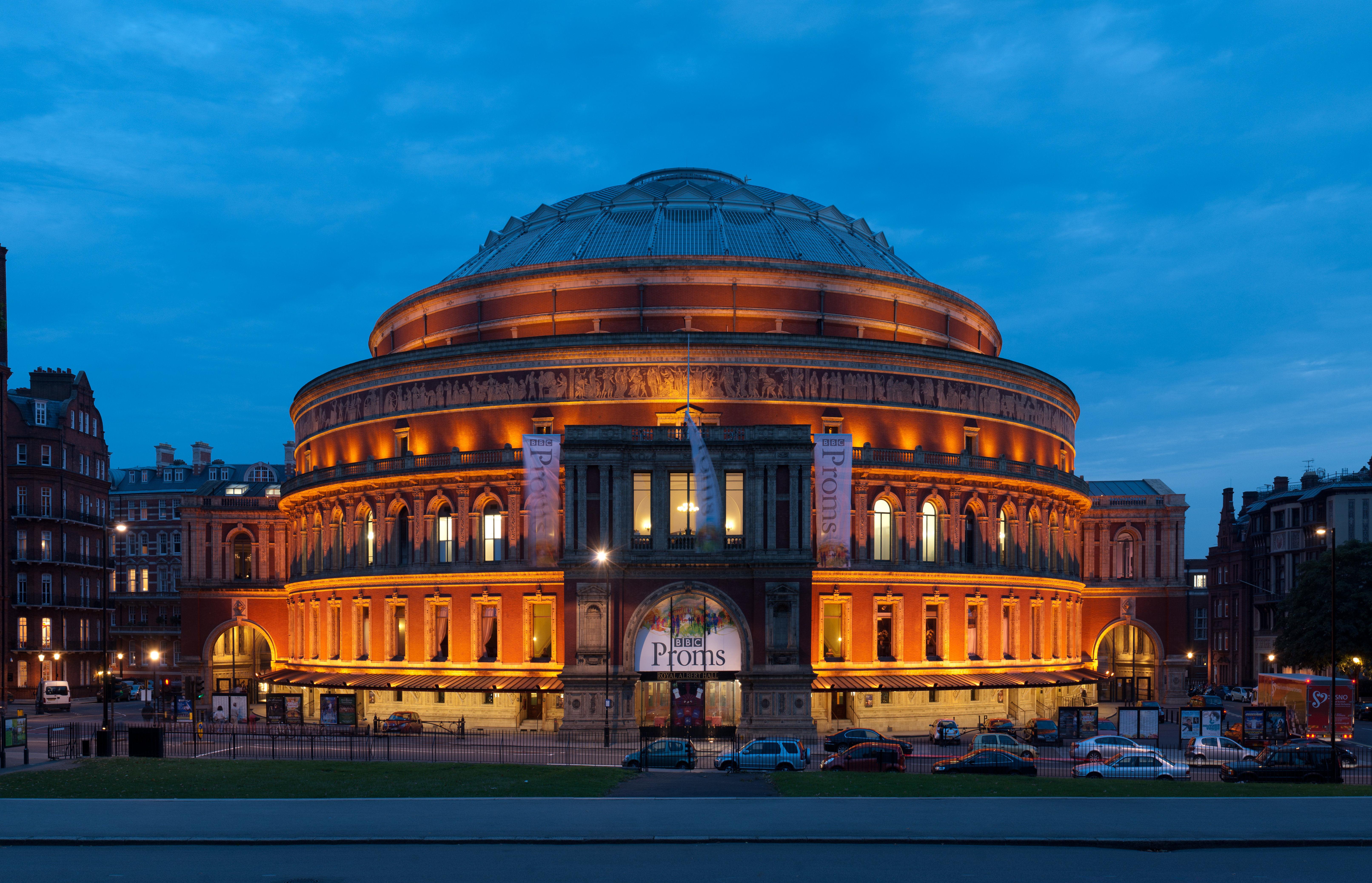
Royal Albert Hall, na Cidade de Westminster, Londres.

A música do Reino Unido é caracterizada por vários estilos musicais populares, desde a música tradicional da Inglaterra, Irlanda do Norte, Escócia e País de Gales, ao heavy metal. Notáveis compositores da música clássica do Reino Unido e dos países que o precederam incluem William Byrd, Henry Purcell, Sir Edward Elgar, Gustav Holst, Sir Arthur Sullivan (mais famoso por trabalhar com o  libretista Sir W. S. Gilbert), Ralph Vaughan Williams e Benjamin Britten, pioneiro da ópera britânica moderna. Sir Peter Maxwell Davies é um dos principais compositores vivos e o atual Maestro da Música da Rainha. O Reino Unido é também a casa de orquestras sinfônicas e coros de renome mundial, tais como a BBC Symphony Orchestra e o London Symphony Chorus. Maestros notáveis incluem Sir Simon Rattle, John Barbirolli e Sir Malcolm Sargent. Alguns dos notáveis compositores de trilhas sonoras para o cinema incluem John Barry, Clint Mansell, Mike Oldfield, John Powell, Craig Armstrong, David Arnold, John Murphy, Monty Norman e Harry Gregson-Williams. Georg Friedrich Händel, apesar de ter nascido alemão, tornou-se um cidadão britânico naturalizado e algumas de suas melhores obras, tais como o O Messias, foram escritos no idioma inglês. Um compositor prolífico do teatro musical, cujas obras têm dominado West End em Londres por vários anos e chegaram até a Broadway, em Nova Iorque, é Andrew Lloyd Webber, que alcançou um enorme sucesso comercial em todo o mundo.

## Artistas

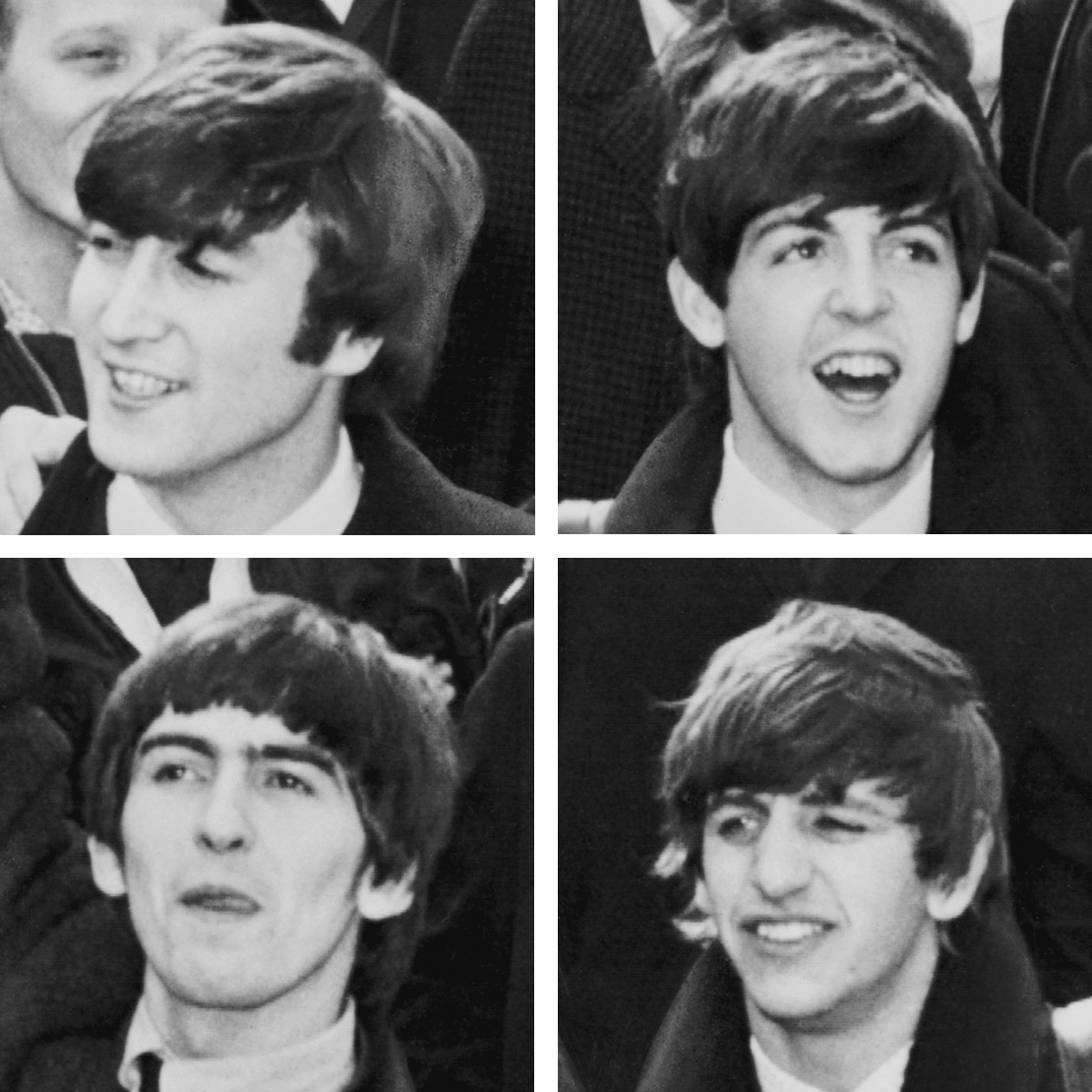
The Beatles, naturais de Liverpool, são uma das bandas mais bem sucedidas comercialmente e aclamado pela crítica na história da música, vendendo mais de um bilhão de discos internacionalmente.

Artistas britânicos que se destacam por terem influenciado a música popular nos últimos 50 anos incluem The Beatles, Queen, Dire Straits, Eric Clapton, Cliff Richard, Bee Gees, Elton John, Led Zeppelin, Pink Floyd, The Who, Black Sabbath, Rolling Stones e Iron Maiden, os quais têm recorde de vendas mundiais de mais de 70, 100 ou 200 milhões de discos.
 Os Beatles têm recorde de vendas internacionais de mais de um bilhão. Segundo uma pesquisa da Guinness World Records, oito dos dez artistas com mais singles nas paradas do Reino Unido são ingleses: Status Quo, Queen, The Rolling Stones, UB40, Depeche Mode, Bee Gees, Pet Shop Boys e Manic Street Preachers. Artistas musicais britânicos que obtiveram sucesso internacional mais recentemente incluem Coldplay, McFly, One Direction, Taio Cruz, Radiohead, Oasis, Spice Girls, Amy Winehouse, Muse, The Wanted, Ellie Goulding, Gorillaz, Bullet for my Valentine, Florence and the Machine, Arctic Monkeys, Little Mix e Adele.
Uma série de cidades do Reino Unido são conhecidas por suas cenas musicais. Artistas de Liverpool tiveram mais músicas per capita nas paradas britânicas (54) do que qualquer outra cidade no mundo. A contribuição de Glasgow para o cenário musical foi reconhecida em 2008, quando foi nomeada uma Cidade da Música pela UNESCO, uma das três únicas cidades do mundo a ter essa honra.

## Rock
O Reino Unido é praticamente um dos símbolos do heavy metal, pelo fato que foi um dos países que mais o heavy metal se expandiu, ao lado dos Estados Unidos. O heavy metal britânico teve início no final dos anos de 1960 e em meados da década de 1970. As bandas que marcaram o início foram o Black Sabbath, Led Zeppelin e Deep Purple, que são considerados os pais do heavy metal. Eles tiveram influências dos gêneros e bandas antecedentes, como o blues e o rock clássico e bandas como The Beatles, Rolling Stones e The Who. As primeiras bandas de heavy metal fizeram tanto sucesso, que outros seguiram seu exemplo, como a banda Judas Priest, que deu continuidade ao heavy metal britânico deixando o som mais pesado e dando mais estilo ao gênero. Os álbuns que os levaram ao sucesso foram Paranoid e Black Sabbath de Black Sabbath, Hell Bent for Leather de Judas Priest, Led Zeppelin, Led Zeppelin II de Led Zeppelin e Machine Head de Deep Purple. No fim da década de 1970, foi quando o metal tradicional "explodiu", com o surgimento de várias bandas promissoras no movimento que foi denominado como Nova Onda do Heavy Metal Britânico,  levando o metal ao status de mainstream na música mundial.  Dentre as bandas que participaram do movimento, destacam-se Iron Maiden, Motörhead,  Saxon e Def Leppard. Várias das bandas que surgiram no período acabaram  atingindo seu auge na década seguinte.
Já da década de 1980, as bandas britânicas gravaram álbuns que foram essenciais para o sucesso do heavy metal, como o Iron Maiden com o álbum The Number of the Beast, o Motörhead com o álbum Ace of Spades, o Def Leppard com o álbum Pyromania, o Black Sabbath com o álbum Heaven and Hell, o Deep Purple com o álbum Perfect Strangers dentre outros.  Os álbuns e canções criados nesses primeiros anos da década tornaram-se hinos do gênero e influenciraram fortemente o cenário do rock nos Estados Unidos. Na década de 1990, o estilo perdeu força em solo inglês, mas ainda houve grupos que obtiveram êxito na cena underground, como Paradise Lost, Napalm Death, Anathema, Bolt Thrower, Carcass e My Dying Bride.